# Alexandrea Martin
Alexandrea „Alex“ Martin (* 9. Mai 1973) ist eine US-amerikanische Schauspielerin und Filmproduzentin.
1994 war sie Miss Golden Globe.

## Leben und Karriere
Sie ist die Tochter der Schauspielerin Whoopi Goldberg und Alvin Martin. Im Jahr 1993 trat sie in einer Kleinstrolle im Film Sister Act 2 neben ihrer Mutter auf.
2007 trennte sie sich von ihrem langjährigen Freund Steve J. Das Paar hatte vorher seit sechs Jahren eine On-Off-Beziehung. Am 15. Oktober 2011 heiratete sie den Schauspieler Bernard Dean. Am 13. November 1989 brachte sie ihre erste Tochter zur Welt. Danach bekam sie eine weitere Tochter (* 1995) und einen Sohn (* 1999).

## Filmografie
- 1993: Die Abenteuer der Delta Ritter (Quest of the Delta Knights)
- 1993: Sister Act 2: In göttlicher Mission (Sister Act 2: Back in the Habit)
- 1999: American Intellectuals
- 2001: Nenn’ mich einfach Nikolaus (Call Me Claus)
- 2003: Strange as Angels
- 2008: Descendants (Kurzfilm, als Co-Produzentin)